# تائو (خواننده)
هوانگ زی تائو (به چینی: 黃子韜؛ زادهٔ ۲ مه ۱۹۹۳) که با نام هنری تائو (به انگلیسی: Tao) شناخته می‌شود، یک خواننده-ترانه‌سرا، رپر، بازیگر و مدل اهل چین است. او پس از از ترک گروه کره‌ای-چینی اکسو، در اوت ۲۰۱۵ و تحت نام جدید زی.تائو (به انگلیسی: Z.Tao)، اولین آلبوم چندآهنگهٔ خود، تائو، را منتشر و فعالیت‌های تکی خود را آغاز کرد. تائو اولین نقش‌آفرینی خود را در فیلم رمانتیک تو آفتاب من هستی که در تاریخ ۱ مه ۲۰۱۵ منتشر شد، تجربه کرد.
هوانگ در سال ۲۰۱۷، در رتبهٔ ۲۵ام فهرست ۱۰۰ سلبریتی برتر چینی فوربز، جای گرفت و در سال ۲۰۱۹، ۳۵ام بود.

## ترانه‌شناسی
- جاده (۲۰۱۶)

## فیلم‌شناسی

### فیلم
| سال  | عنوان            | عنوان چینی       | نقش       |
| ---- | ---------------- | ---------------- | --------- |
| ۲۰۱۵ | تو آفتاب من هستی | 何以笙箫默       | ویلیام    |
| ۲۰۱۶ | ببرهای راه‌آهن    | 铁道飞虎         | داهای     |
| ۲۰۱۷ | تغییردهندهٔ بازی  | 游戏规则         | فانگ جیه  |
| ۲۰۱۷ | لبهٔ معصومیت      | 夏天十九岁的肖像 | کانگ چائو |

### مجموعه‌های تلویزیونی
| سال  | عنوان                                  | عنوان چینی           | نقش             |
| ---- | -------------------------------------- | -------------------- | --------------- |
| ۲۰۱۵ | همسایه بغلی اکسو                       | —                    | نسخهٔ خیالی خودش |
| ۲۰۱۷ | یک ادیسهٔ چینی: میلیون‌ها سال دوستت دارم | 大话西游之爱你一万年 | جی زنبائو       |
| ۲۰۱۸ | مذاکره‌کننده                            | 谈判官               | شی شائوفی       |
| ۲۰۱۹ | روشن‌ترین ستاره در آسمان                | 夜空中最闪亮的星     | جانگ باکسو      |
| ۲۰۱۹ | جوانان خون‌گرم                          | 租界少年热血档案     | وو چیان         |
| ۲۰۲۰ | همیشه رو به جلو                        | 热血同行             | چونگ لایمینگ    |
| ٢٠٢٢ | عشق قانونی                             | Legally Romance      | لو شون          |